# Myrrha (genre)
Pour les articles homonymes, voir Myrrha (homonymie).
Genre
Le genre Myrrha regroupe des insectes coléoptères prédateurs de la famille des coccinellidés.

## Liste des sous-genres et espèces
Selon BioLib (27 novembre 2020) :
- sous-genre Myrrha (Metamyrrha) Capra, 1945
  - Metamyrrha thuriferae (Sicard, 1923) ou Myrrha (Metamyrrha) thuriferae
- sous-genre Myrrha (Myrrha) Mulsant, 1846
  - Myrrha octodecimguttata (Linnaeus, 1758) ou Myrrha (Myrrha) octodecimguttata

Cette dernière espèce présente deux sous-espèces :
- Myrrha (Myrrha) octodecimguttata formosa (Costa 1849)
- Myrrha (Myrrha) octodecimguttata octodecimguttata (Linnaeus 1758)